# Núcleos coloniais em São Paulo

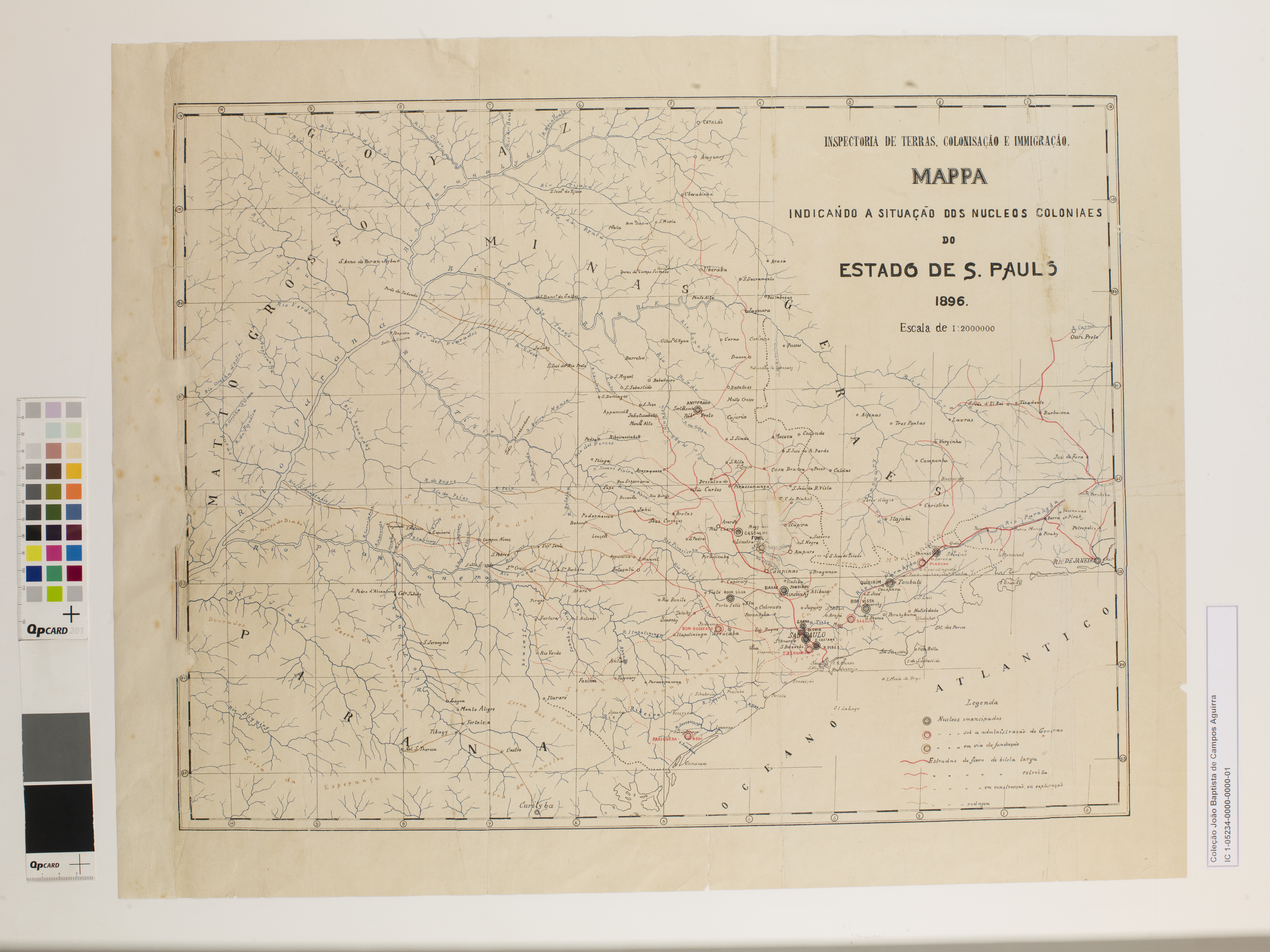
Núcleos Coloniais do Estado de São Paulo (1896).

Esta é uma relação dos núcleos coloniais criados no estado de São Paulo, a descrição e a forma como eles foram implantados.

## Implantação dos núcleos
A política de implantação de núcleos coloniais desenvolveu-se de forma gradual durante o último decênio do Império no estado de São Paulo, submetendo-se a variações no decorrer do tempo conforme os períodos políticos vigentes:
- Em 1854 foi criada a Repartição Geral de Terras Públicas, órgão que na época cuidava do estabelecimento dos núcleos coloniais e seu desenvolvimento.
- Em 1867 foi aprovado o primeiro regulamento a estabelecer normas para a criação dos núcleos coloniais. É importante notar que os primeiros núcleos foram criados em locais de difícil acesso, dificultando o escoamento para os produtos.
- Em 1871 foi fundada a Associação Auxiliadora de Colonização e Imigração, responsável pela instalação dos imigrantes em regiões mais acessíveis.
- Em março de 1884 foi criada uma lei que estabelecia o fornecimento de fundos para o subsídio à imigração, autorizando o governo provincial a estabelecer até cinco núcleos coloniais nos principais distritos agrícolas, sempre próximos às estradas de ferro.
- Em 1892 é criada a Repartição de Terras, Colonização e Imigração a fim de validar títulos, fiscalizar e alienar terras públicas.
- Entre os anos de 1904 e 1908 também foram criados núcleos coloniais mediante o auxílio de iniciativa particular.

Entre os anos de 1885 e 1911 foram criados 25 núcleos coloniais no estado de São Paulo, período em que ocorreram várias mudanças na política de formação desses núcleos, que proporcionaram o estabelecimento de imigrantes e, consequentemente, mão-de-obra para as fazendas de café.
A ida a um Núcleo Colonial era uma das possibilidades acenadas ao imigrante na ocasião de sua chegada a São Paulo. Uma vez recepcionados na Hospedaria dos Imigrantes, os recém-chegados podiam escolher a qual núcleo seriam destinados e, geralmente, preenchiam um requerimento para a aquisição de um lote de terra. Outros requerimentos relativos aos imigrantes eram pedidos de passagem gratuita para família, de auxílio para comprar telhas ou animais, de extensão de prazo para pagamento do lote, etc.

## Relação dos núcleos
| Ano  | Nome                       | Sede                            | Município atual             |
| ---- | -------------------------- | ------------------------------- | --------------------------- |
| 1828 | Santo Amaro                |                                 | São Paulo                   |
| 1829 | Itapecerica                |                                 | Itapecerica da Serra        |
| 1861 | Pariquera-Açu              | Pariquera-Açu                   | Pariquera-Açu               |
| 1862 | Cananéia                   |                                 | Cananéia                    |
| 1877 | Glória                     |                                 | São Paulo                   |
| 1877 | Santana                    |                                 | São Paulo                   |
| 1877 | São Bernardo               |                                 | São Bernardo do Campo       |
| 1877 | São Caetano                |                                 | São Caetano do Sul          |
| 1885 | Canas                      | Canas                           | Canas                       |
| 1885 | Cascalho                   | Cascalho                        | Cordeirópolis               |
| 1887 | Barão de Jundiaí           | Bairro Colônia                  | Jundiaí                     |
| 1887 | Boa Vista                  |                                 | Jacareí                     |
| 1887 | Bom Sucesso                |                                 | Sorocaba                    |
| 1887 | Ribeirão Pires             |                                 | Ribeirão Pires              |
| 1887 | Rodrigo Silva              |                                 | Porto Feliz                 |
| 1887 | Senador Antonio Prado      | Bairro Ipiranga                 | Ribeirão Preto              |
| 1889 | Sabaúna                    | Sabaúna                         | Mogi das Cruzes             |
| 1890 | Quiririm                   | Quiririm                        | Taubaté                     |
| 1892 | Piagui                     |                                 | Guaratinguetá               |
| 1897 | Campos Salles              | Cosmópolis                      | Cosmópolis · Artur Nogueira |
| 1905 | Nova Odessa                | Nova Odessa                     | Nova Odessa                 |
| 1905 | Dr. Jorge Tibiriçá         | Corumbataí e Ferraz             | Corumbataí · Rio Claro      |
| 1907 | Conselheiro Gavião Peixoto | Gavião Peixoto e Nova Pauliceia | Gavião Peixoto              |
| 1907 | Nova Europa                | Nova Europa                     | Nova Europa                 |
| 1907 | Conde do Pinhal            |                                 | Ubatuba                     |
| 1908 | Bandeirantes               |                                 | São José do Barreiro        |
| 1910 | Monção                     | Iaras                           | Iaras                       |
| 1910 | Nova Veneza                | Nova Veneza                     | Sumaré                      |
| 1911 | Conde do Parnaíba          | Tujuguaba                       | Conchal                     |
| 1911 | Visconde de Indaiatuba     | Conchal                         | Conchal                     |
| 1911 | Martinho Prado Júnior      | Martinho Prado Júnior           | Mogi Guaçu                  |
| 1930 | Barão de Antonina          | Barão de Antonina               | Barão de Antonina           |
| 1933 | Juquiá                     |                                 | Juquiá                      |
| 1933 | Alecrim                    |                                 | Pedro de Toledo             |
| 1933 | Itanhaém                   |                                 | Itanhaém                    |
| 1933 | Prainha                    |                                 | Miracatu                    |
| 1933 | São Miguel Arcanjo         |                                 | São Miguel Arcanjo          |

## Descrição dos núcleos
Pariquera-Açu
No sul do estado em 1861 formou-se o Núcleo Colonial Pariquera-Açu, dando origem a atual cidade homônima. Embora de origem antiga, esta colônia só passou a receber imigrantes de forma considerável a partir da última década do século XIX. Em 1900 o núcleo contava com 1.771 colonos. Eles se dedicavam ao plantio sobretudo de produtos como milho, batata doce, batata inglesa e arroz.
São Bernardo

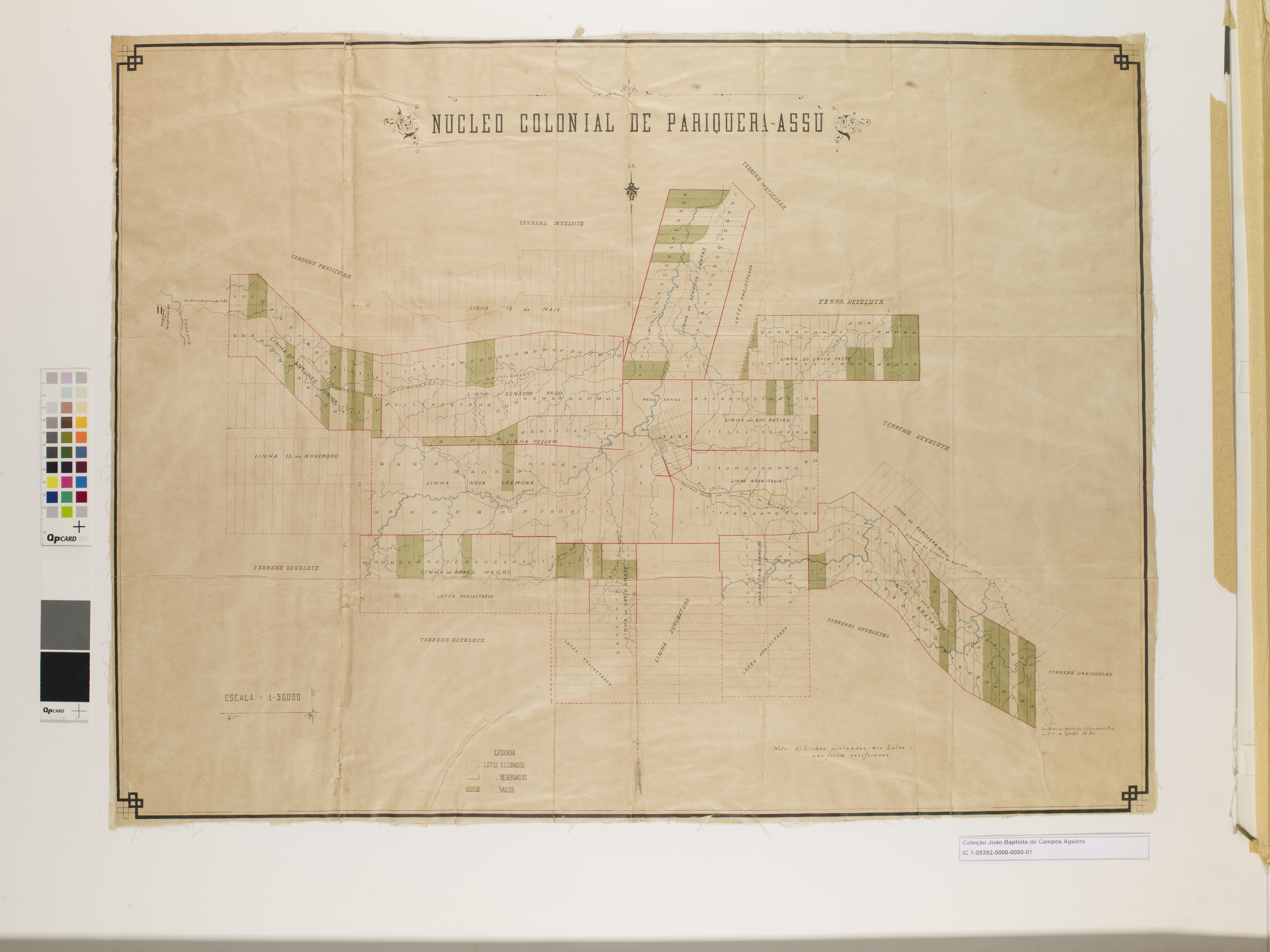
Planta do Núcleo Colonial Pariquera-Açu.

O Núcleo Colonial São Bernardo foi instalado em 1877 em terras da atual cidade de São Bernardo do Campo.
São Caetano

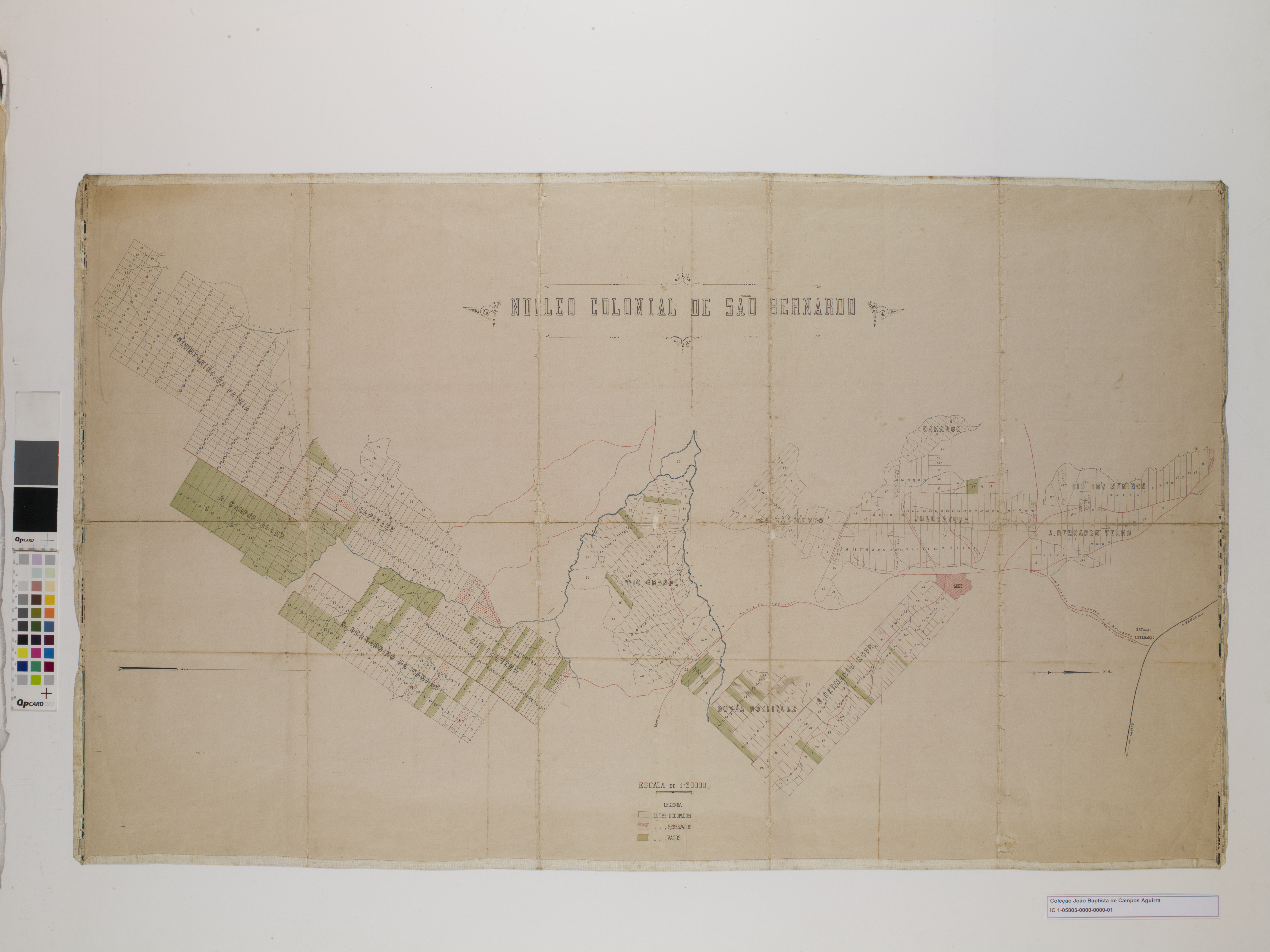
Planta do Núcleo Colonial São Bernardo.

O Núcleo Colonial São Caetano foi instalado em 1877 em terras da atual cidade de São Caetano do Sul, numa antiga fazenda de beneditinos próxima às linhas da Estrada de Ferro Santos-Jundiaí. Foi formado inicialmente por 28 famílias da região de Vitório-Vêneto.
Canas
O Núcleo Colonial Canas foi o primeiro de caráter oficial no Vale do Paraíba, à época localizado entre Lorena e Cachoeira Paulista. Formado em 1885 por 309 pessoas, sendo 112 italianos, dedicava-se à produção de cana-de-açúcar para o Engenho Central de Lorena.
Cascalho
O Núcleo Colonial Cascalho foi criado em 1885, à época em território do município de Limeira, sendo a sede do núcleo o atual Bairro Cascalho em Cordeirópolis. A grande maioria dos colonos eram imigrantes italianos.
Senador Antônio Prado

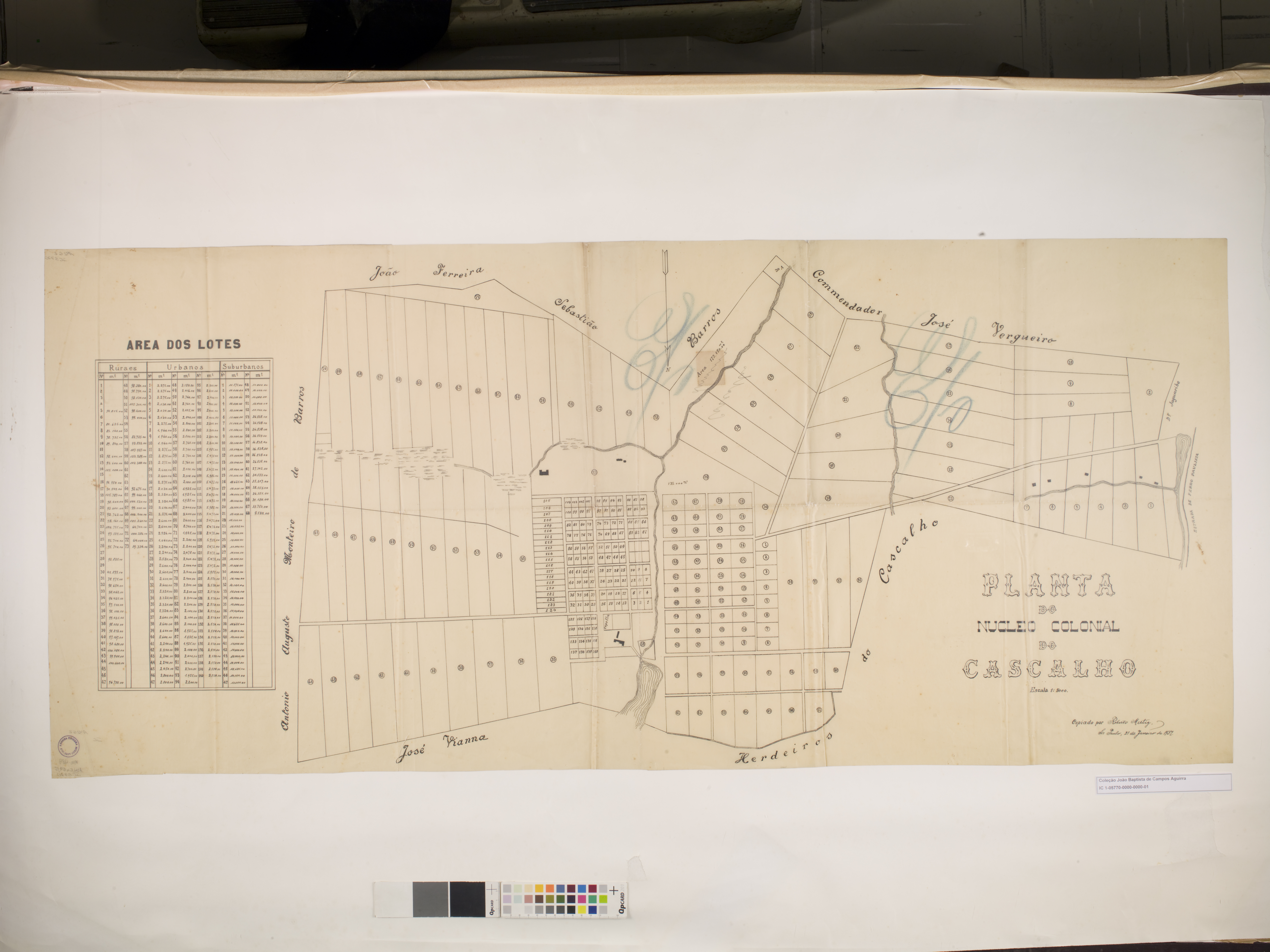
Planta do Núcleo Colonial Cascalho.

Foi implantado em 31 de julho de 1887 na cidade de Ribeirão Preto o Núcleo Colonial Senador Antônio Prado, o único na região. Mesmo tendo durado pouco (em 1893 o núcleo foi emancipado, sendo incorporado ao município), foi nele que se formaram alguns importantes bairros do município, como o Ipiranga e os Campos Elísios. Os italianos eram metade dos colonos, sendo 96 de 183 pessoas. Dedicavam-se ao plantio de milho, arroz, feijão e também criavam animais.
Sabaúna
Em Mogi das Cruzes no ano de 1889 uma família de tiroleses formou o Núcleo Colonial Sabaúna. Em 1900, o núcleo já contava com 1.337 pessoas, sendo os espanhóis o maior contingente de estrangeiros. Assim como na maioria dos núcleos coloniais, os colonos dedicavam-se a uma variedade de cultivos, como milho, arroz e batata doce.
Quiririm

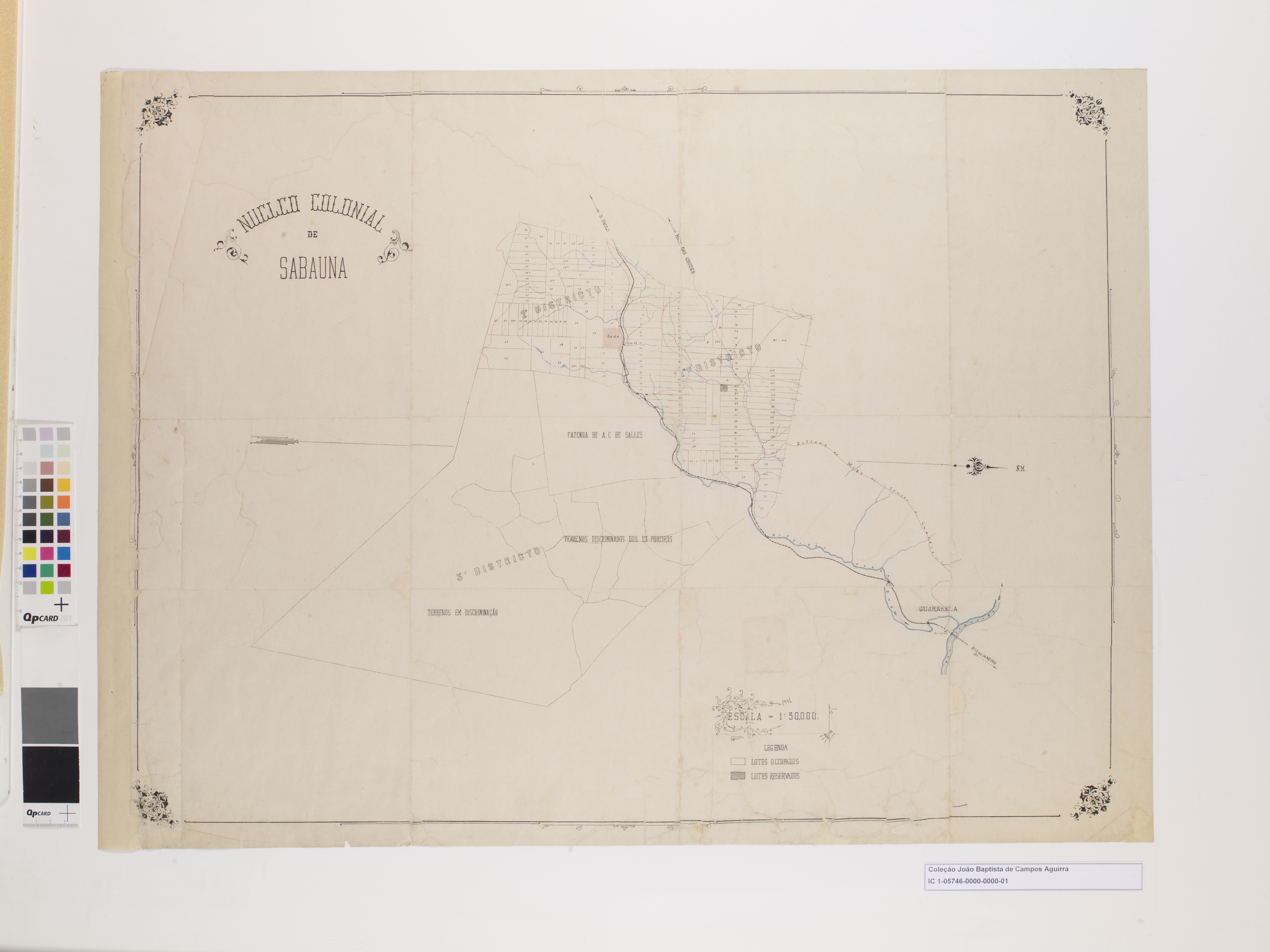
Planta do Núcleo Colonial Sabaúna.

O Núcleo Colonial Quiririm foi formado em 1890 por famílias do Vêneto em uma região formada por várzeas, no município de Taubaté. Em 1892 era composto por 424 pessoas, sendo 69 famílias italianas, num total de 193 colonos. Os italianos se dedicavam principalmente ao plantio do arroz nas várzeas, atividade que muitos já exerciam na terra natal, também encorajados pelo governo como alternativa à cultura do café, já em decadência no município. Na colônia funcionavam algumas associações mantidas pela comunidade italiana da cidade, mas o núcleo também contou com uma associação própria, a Societá Beneficente Unione de Quiririm.
Piaguí

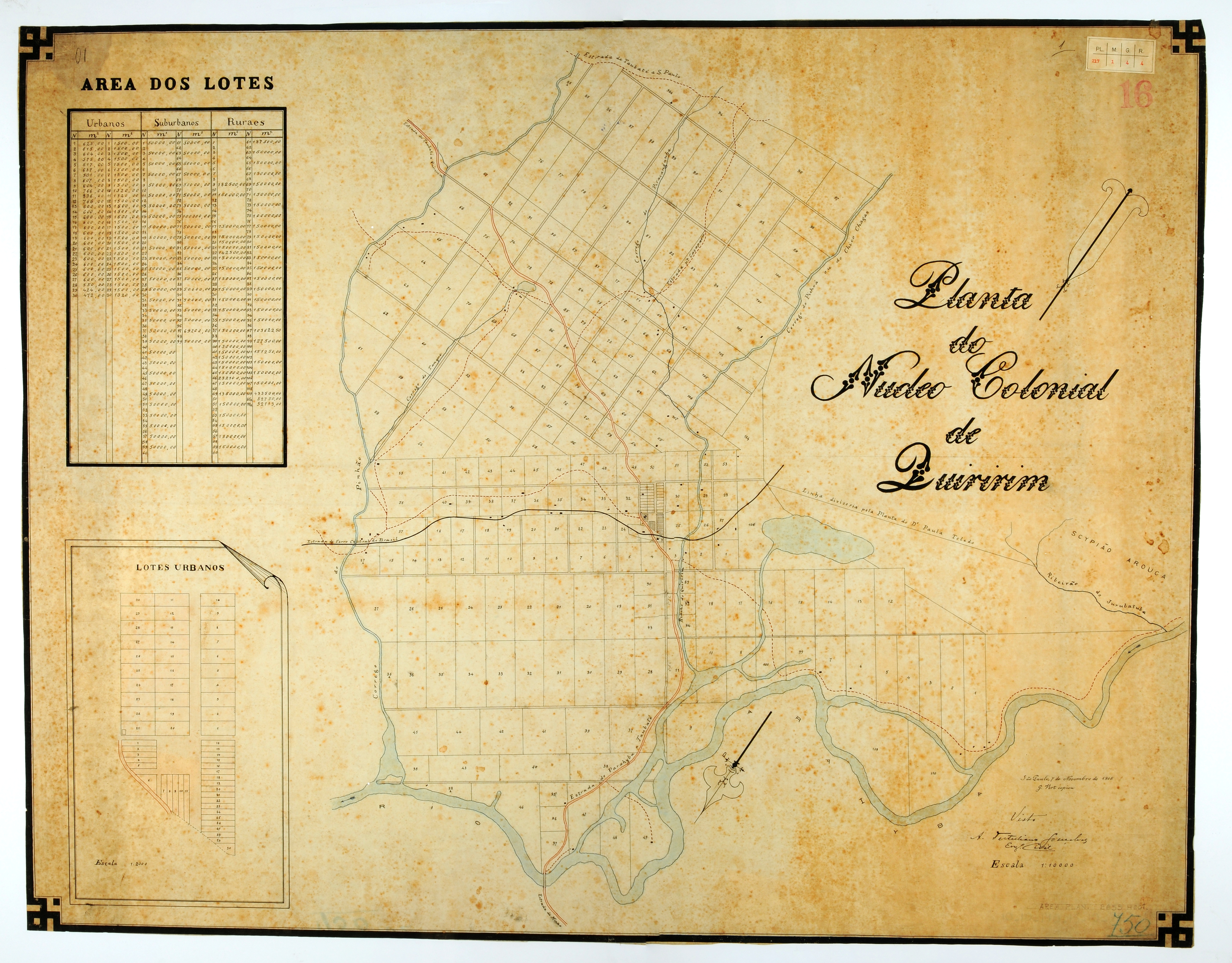
Planta do Núcleo Colonial Quiririm.

O Núcleo Colonial Piaguí foi implantado em Guaratinguetá no ano de 1892, por iniciativa do então deputado Rodrigues Alves. Os primeiros colonos formavam 91 famílias, sendo 33 italianas. Os colonos produziam, entre outras coisas, feijão, milho, batata doce e cana-de-açúcar.
Campos Sales
Pelo Decreto nº 502-A de 4 de dezembro de 1897 foi criado o Núcleo Colonial Campos Salles, nas terras da Fazenda Funil, municípios de Campinas, Mogi Mirim e Limeira.
Nova Odessa

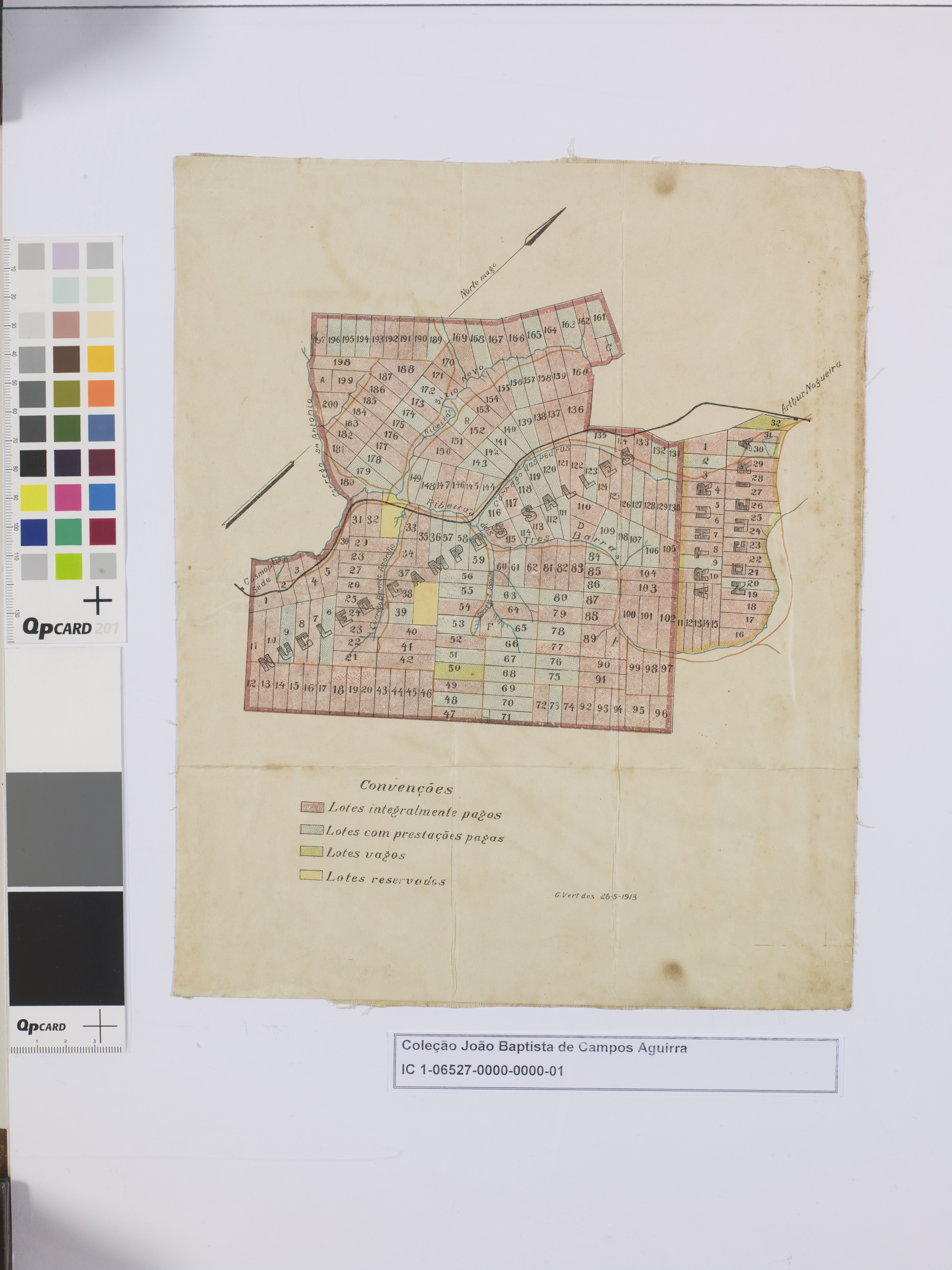
Planta do Núcleo Colonial Campos Salles.

Pelo Decreto nº 1.286 de 23 de maio de 1905 foi criado na Fazenda Pombal, município de Campinas, o Núcleo Colonial Nova Odessa, exclusivamente destinado para imigrantes russos.
As propriedades que originaram a formação do núcleo colonial foram, além da Fazenda Pombal, a Fazenda Velha, comprada poucos meses depois da primeira, e o "Engenho Velho" da antiga Fazenda São Francisco. Entre 1909 e 1911 outras propriedades foram compradas pelo governo para fazerem parte do núcleo colonial, sendo elas as fazendas Pinheiro, Paraíso e Sertãozinho. Cada uma dessas fazendas passou a ser uma das seis seções do Núcleo Colonial Nova Odessa.
Os primeiros colonos eram imigrantes judeus ucranianos, mas como não se adaptaram abandonaram o empreendimento. Mais tarde foram contatados colonos da Letônia, que ocuparam definitivamente as terras.
Dr. Jorge Tibiriçá

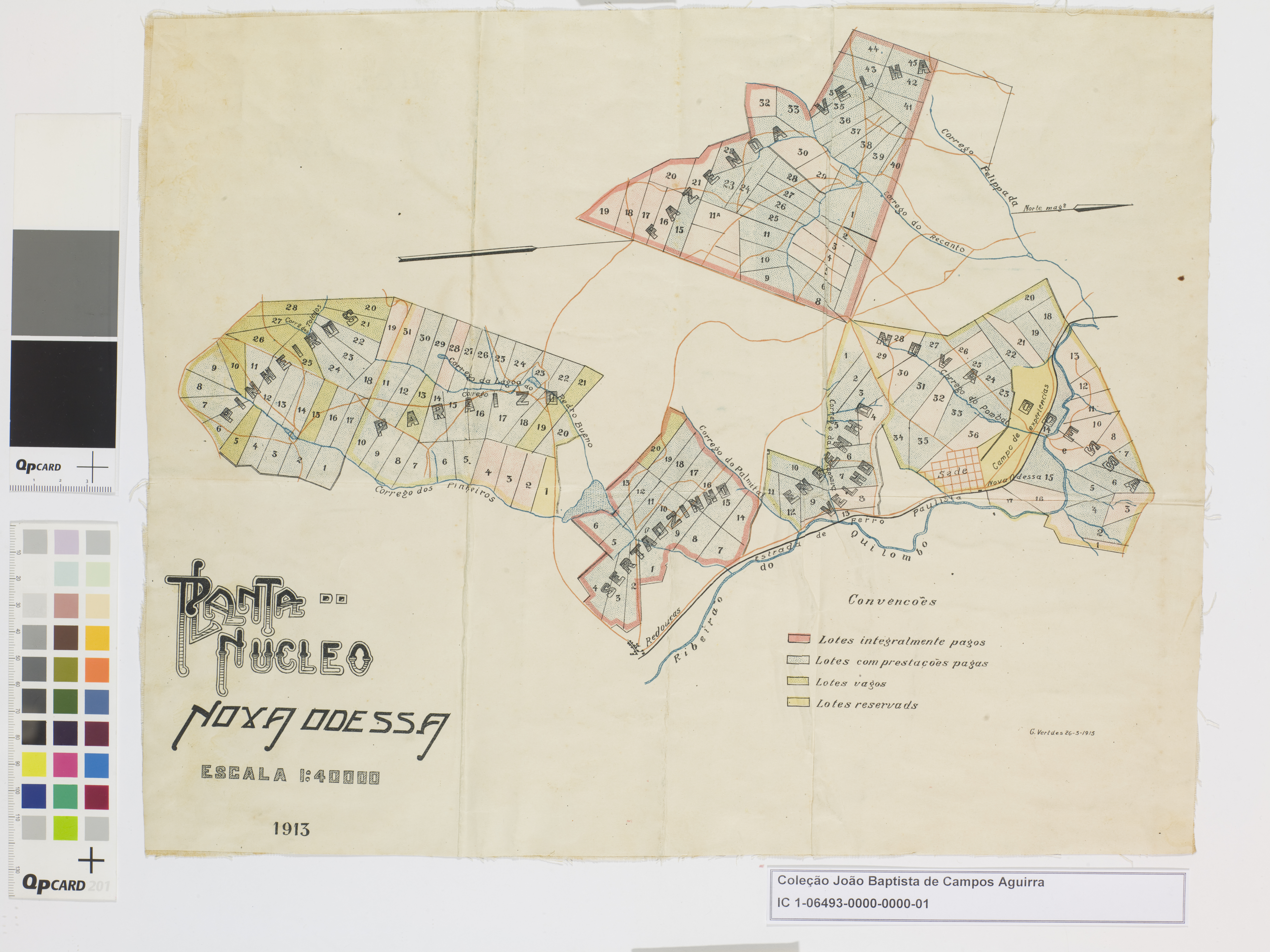
Planta do Núcleo Colonial Nova Odessa.

Pelo Decreto nº 1.324 de 23/ de outubro de 1905 foi criado na Fazenda São José do Corumbataí, município de Rio Claro, o Núcleo Colonial Jorge Tibiriçá.
Núcleos do Cambuí

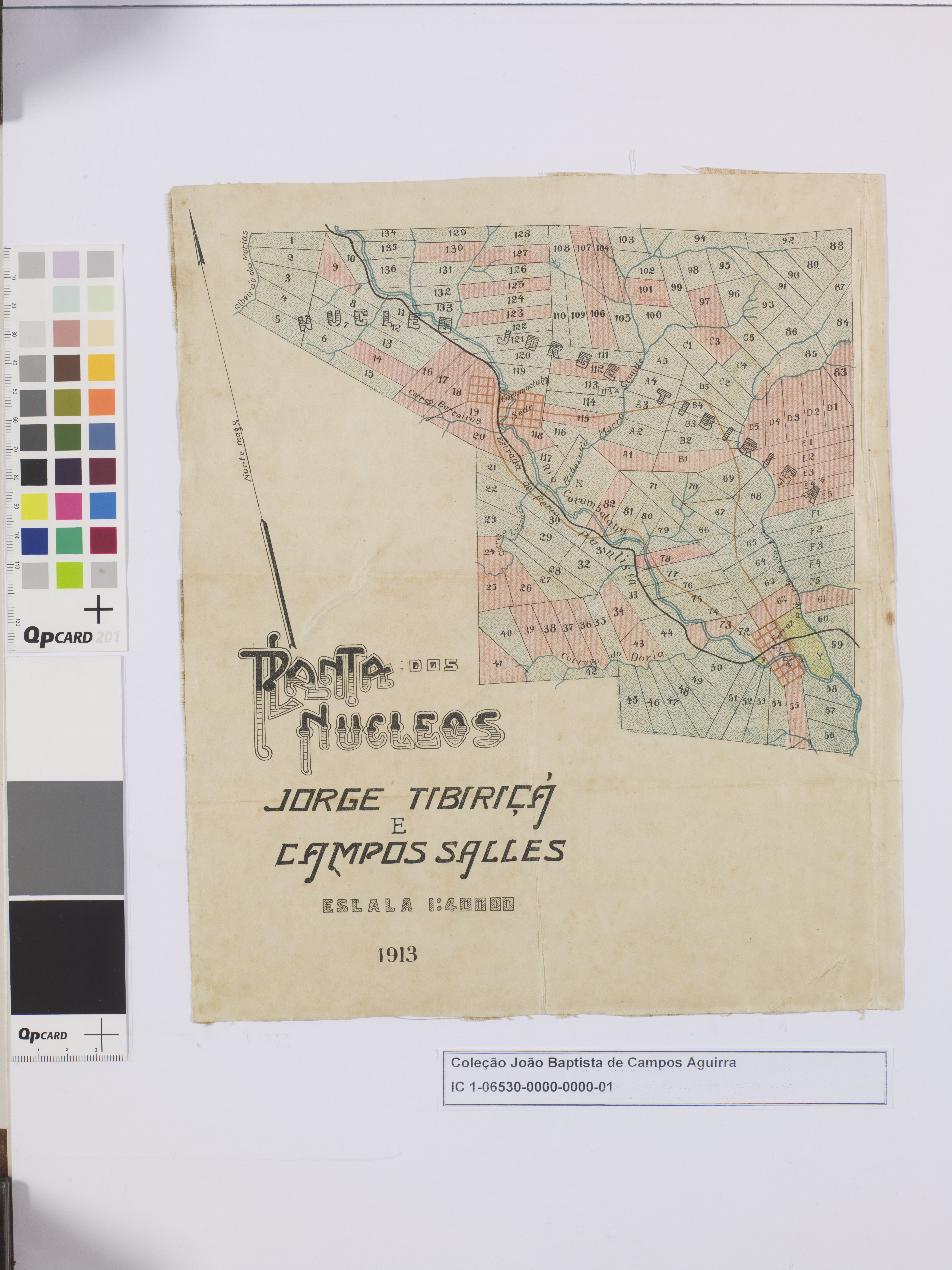
Planta do Núcleo Colonial Jorge Tibiriçá.

Pelo Decreto nº 1.432 de 12 de janeiro de 1907 foram criados na Sesmaria do Cambuí, na época pertencente aos municípios de Araraquara, Matão e Ibitinga, os núcleos coloniais Nova Europa, Nova Pauliceia e Conselheiro Gavião Peixoto. Pouco tempo depois, em 1909, o núcleo colonial Nova Pauliceia foi anexado ao de Gavião Peixoto.
O Núcleo Colonial Nova Europa foi um dos núcleos com forte presença alemã. Contava com 357 colonos alemães em 1913, sendo estes, ao lados dos russos, as principais nacionalidades presentes.
Bandeirantes

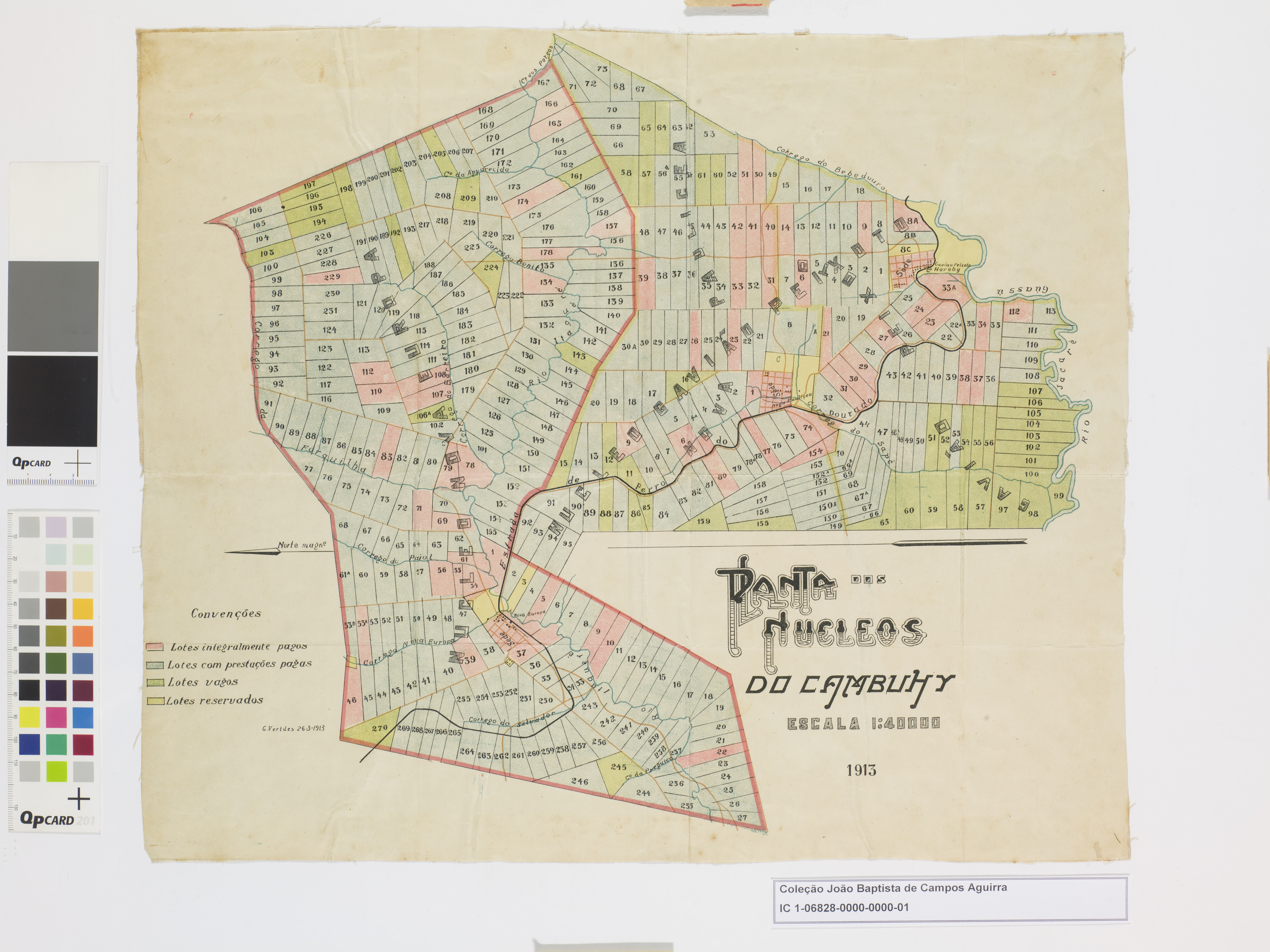
Planta do Núcleos Coloniais do Cambuí.

O Núcleo Colonial Bandeirantes foi formado em 1908 em São José do Barreiro por famílias alemãs e austríacas. Já no começo da década de 20, o núcleo apresentava um decréscimo acentuado no número de colonos estrangeiros, que rumavam para as cidades vizinhas ou outras colônias. Porém, os alemães (assim como os austríacos) foram de grande representação até 1918, atingindo o ápice em 1913.
Monção
O Núcleo Colonial Monção foi criado em 1910, à época em território do município de Águas de Santa Bárbara, dando origem a atual cidade de Iaras.
Nova Veneza
Pelo Decreto nº 1.933 de 14 de setembro de 1910 foi criado em Campinas o Núcleo Colonial Nova Veneza, constituído pelas fazendas Quilombo, Barreiro e São Bento.
Núcleos do Conchal

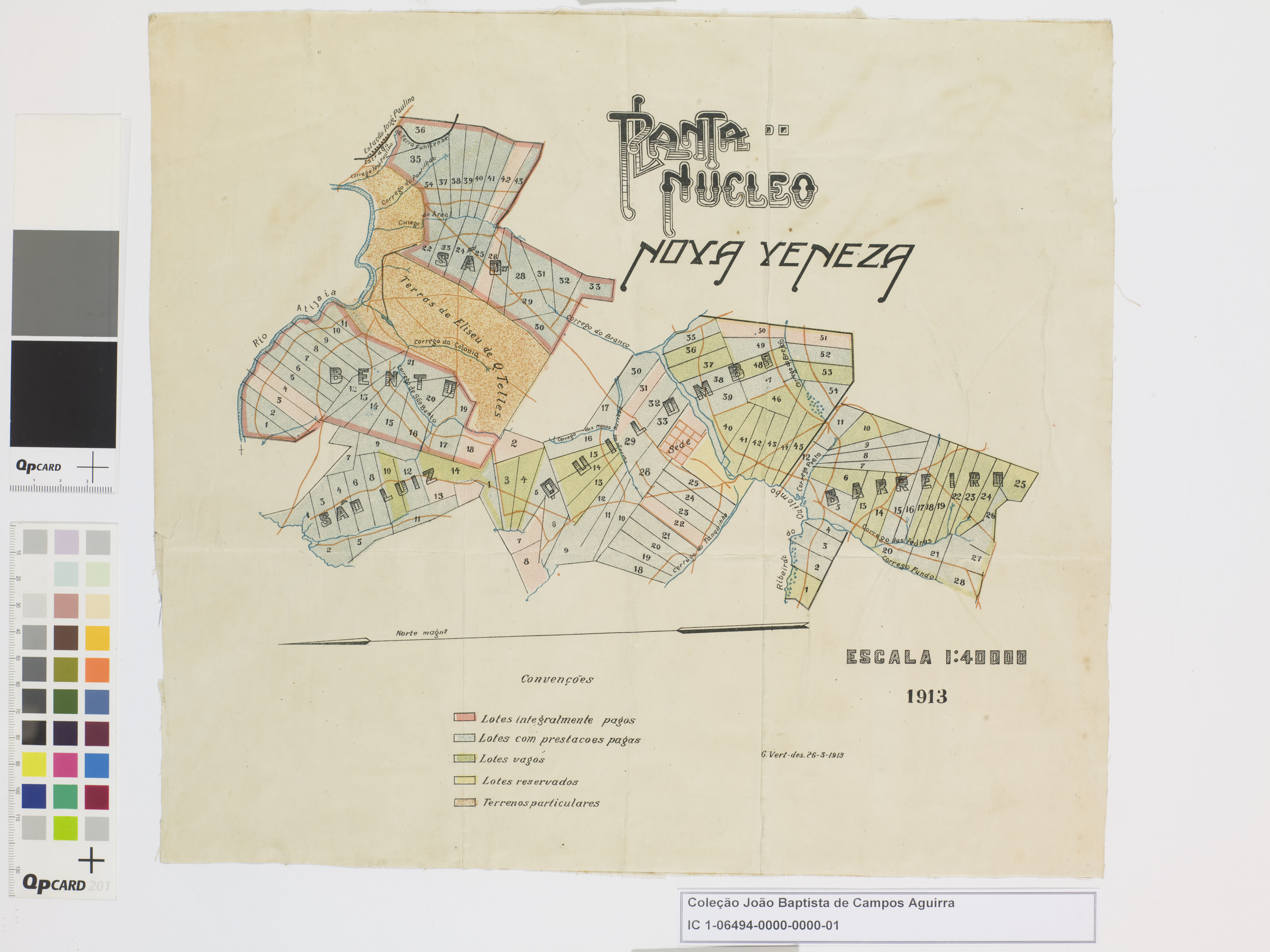
Planta do Núcleo Colonial Nova Veneza.

Pelo Decreto nº 2.020 de 28 de março de 1911 foram criados em Mogi Mirim os núcleos coloniais Conde de Parnaíba (constituído pelas fazendas Leme e Ferraz) e Visconde de Indaiatuba (constituído pelas fazendas Conchal e Nova Zelândia), e em Mogi Guaçu o núcleo colonial Martinho Prado Júnior (constituído pelas fazendas Barra e Campininha).
Barão de Antonina

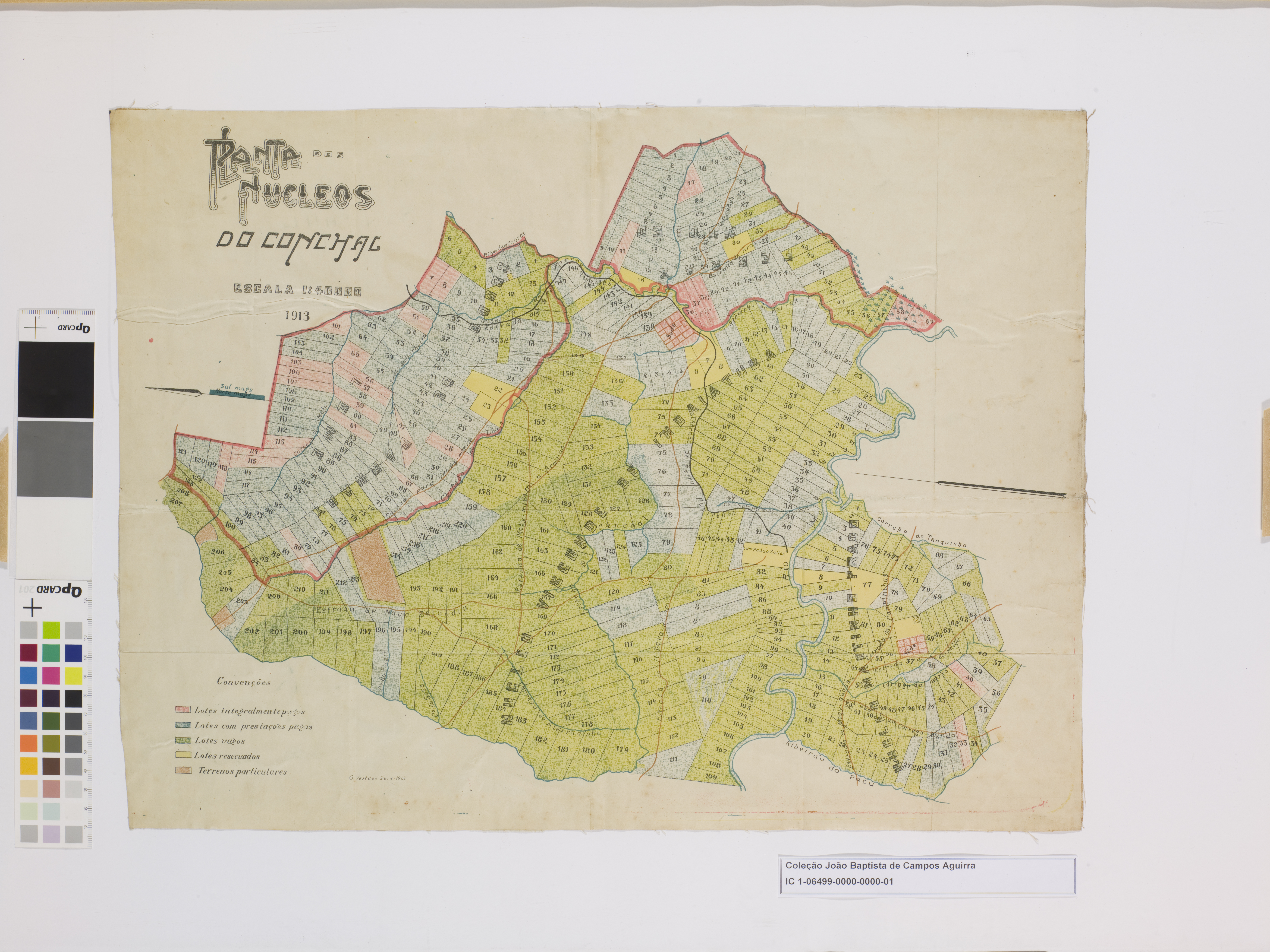
Planta dos Núcleos Coloniais do Conchal.

Pelo Decreto nº 4.740 de 16 de julho de 1930 foi criado em Itaporanga o núcleo colonial Barão de Antonina nas terras denominadas Mata dos Índios.

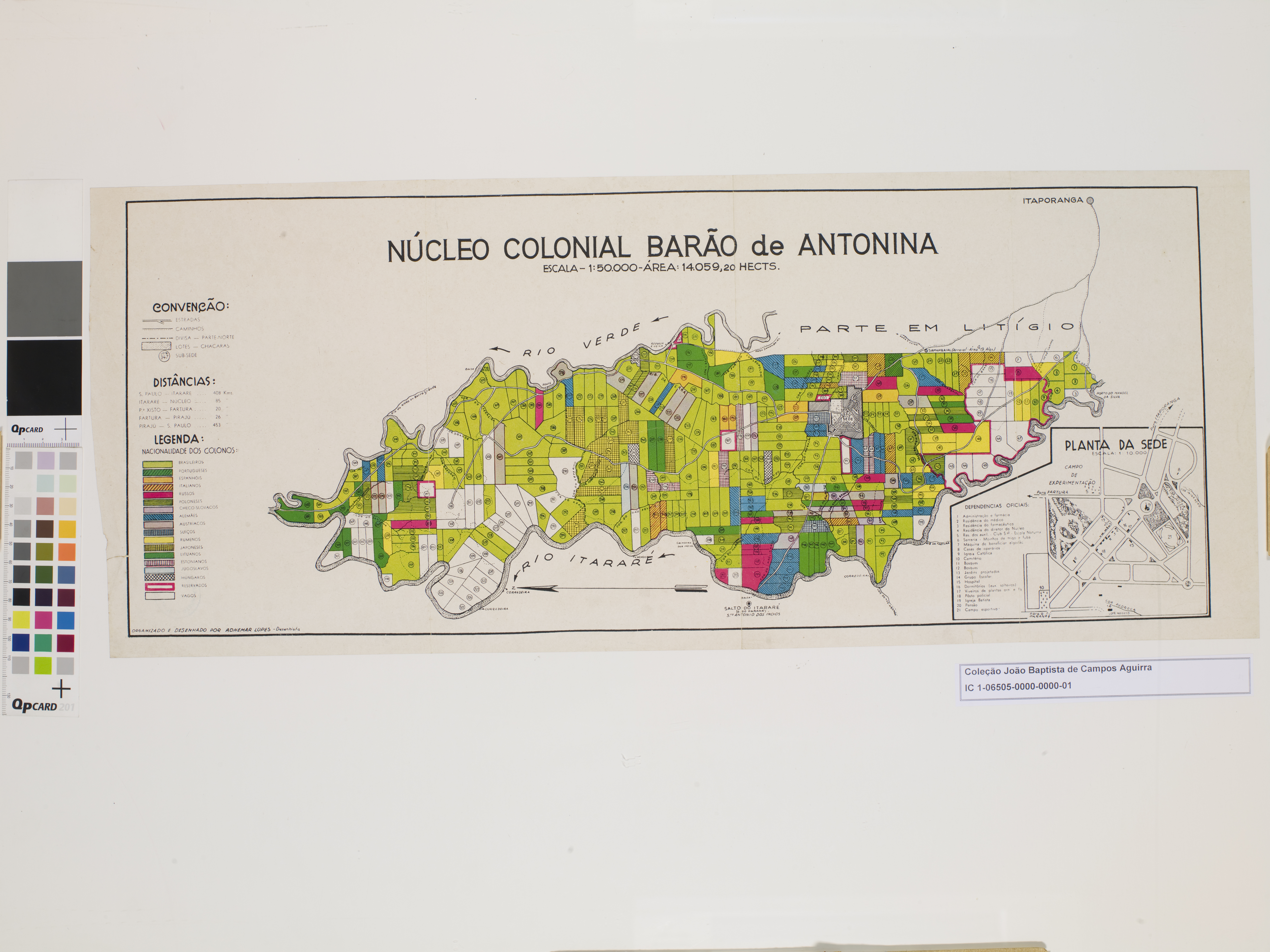
Planta do Núcleo Colonial Barão de Antonina.